# Sirtaki (album)
Sirtaki è l'ottavo album in studio del cantautore Mango, pubblicato nel 1990. 

## Il disco
Con poco più di 500 mila copie vendute, è l'album di maggior successo commerciale di Mango. Ormai abbandonata l'elettronica che caratterizzò gran parte della sua attività negli anni ottanta, le sonorità "mediterranee" dominano per tutta la durata del disco. Mogol, già collaboratore di Mango dai tempi di Oro, partecipa attivamente alla realizzazione del disco, firmando i testi di alcuni brani di successo quali Nella mia città e Come Monna Lisa. Nella mia città, è un omaggio a Lagonegro, luogo natale del cantautore. Prima dell'uscita del disco, Mango partecipa a Sanremo con il brano Tu... sì che, nella stessa edizione, viene anche interpretato dal cantautore britannico Leo Sayer con il titolo The moth and the flame. Assieme a La nevicata del ’56 di Mia Martini, Tu... sì è il primo brano condotto da Peppe Vessicchio, storico direttore dell'orchestra di Sanremo. Il brano, insieme al lato B Ma che musica c'è, compare soltanto nella versione CD dell'album estivo, insieme alla versione singolo di Nella mia città, che apre l'album con una versione più lunga. L'album venne anche pubblicato con lo stesso nome in lingua spagnola nel 1991. Fu il terzo e ultimo lavoro ad essere rilasciato per il mercato ispanico.

## Tracce
Testi di Mogol e musiche di Mango, eccetto dove indicato.
1. Nella mia città - 7:01
2. I giochi del vento sul lago salato - 4:35
3. Terra bianca (Pino Mango, Armando Mango) - 5:18
4. Ma com'è rossa la ciliegia - 4:55
5. Tu... sì (Pino Mango, Armando Mango) - 4:17
6. Sirtaki - 4:14
7. Come Monna Lisa - 4:43
8. Preludio incantevole - 4:40
9. Così viaggiando (Pino Mango, Armando Mango) - 4:12
10. L'Io (Pino Mango, Guido Morra) - 4:15
11. Ma che musica c'è (Pino Mango, Armando Mango, Rocco Petruzzi) - 3:22
12. Nella mia città - 4:37

## Versione spagnola
1. Mi ciudad
2. Los Juegos Del Viento
3. Tierra blanca
4. ¿Porqué Son Rojas Las Cerezas?
5. Sirtaki
6. Como Monna Lisa
7. Preludio Encantado
8. Viajando
9. Tú... Sí

## Formazione
Brani 1 (prima versione), 2, 3, 4 (versione 33 giri) e 5
- Geoff Westley (produzioni e arrangiamenti)
- Geoff Westley (tastiera e programmazione fairlight)
- Frank Ricotti (percussioni in Nella mia città)
- Registrato e mixato da Simon Smart al Parsifal Studios, Londra
- Shaun Smyth (assistente)

Brani 4 (versione CD), 6, 7, 8, 9, 10, 12 (seconda versione)
- Mauro Paoluzzi (produzione)
- Rocco Petruzzi, Mauro Paoluzzi (arrangiamenti)
- Rocco Petruzzi, Alberto Crucitti (programmazione)
- Rocco Petruzzi, Mango (tastiera)
- Graziano Accinni (chitarra)

### Altri musicisti
- Laura Valente (coro in Ma come è rossa la ciliegia)
- Rocco Petruzzi (arrangiamento di Ma che musica c'è)

## Produzione
- Produzione artistica: Mogol, Armando Mango
- Registrato da Nino Iorio e Carmine Di al Bach J.S. Studio - Milano
- Mixato da Carmine Di
- Assistente: Fabio Pezzola

## Classifiche

### Classifiche settimanali
| Classifica (1990) | Posizione massima |
| ----------------- | ----------------- |
| Europa            | 62                |
| Italia            | 2                 |